# Duinencross
Il Duinencross è una corsa in linea maschile e femminile di ciclocross che si svolge a Koksijde, in Belgio, ogni anno a ottobre/novembre. Organizzato per la prima volta nel 1969, dal 1996 (eccetto le edizioni dal 1999 al 2002 e del 2005) fu inserito nel calendario della Coppa del mondo di ciclocross.
Sven Nys è il ciclista che ha vinto più volte la corsa aggiudicandosi sette vittorie tra il 1999 e il 2015.

## Albo d'oro

### Uomini Elite
Aggiornato all'edizione 2021.
| Anno | Vincitore                                    | Secondo                                      | Terzo                                        |
| ---- | -------------------------------------------- | -------------------------------------------- | -------------------------------------------- |
| 1969 | Roger De Vlaeminck                           | Robert Vermeire                              | Norbert Dedeckere                            |
| 1970 | Eric De Vlaeminck                            | Robert Vermeire                              | Freddy Naert                                 |
| 1971 | Eric De Vlaeminck                            | Flory Ongenae                                | Norbert Dedeckere                            |
| 1972 | Roger De Vlaeminck                           | Robert Vermeire                              | Auguste Badts                                |
| 1973 | André Geirland                               | Norbert Dedeckere                            | Eric Desruelle                               |
| 1974 | Eric Desruelle                               | Marc De Block                                | Norbert Dedeckere                            |
| 1975 | Norbert Dedeckere                            | Marc De Block                                | Robert Vermeire                              |
| 1976 | Norbert Dedeckere                            | Marc De Block                                | André Geirland                               |
| 1977 | non disputato                                |                                              |                                              |
| 1978 | Robert Vermeire                              | Yvan Messelis                                | Norbert Dedeckere                            |
| 1979 | Robert Vermeire                              | Freddy Deschacht                             | Yvan Messelis                                |
| 1980 | Jan Teugels                                  | Freddy Deschacht                             | Eric De Bruyne                               |
| 1981 | Johan Ghyllebert                             | Hennie Stamsnijder                           | Robert Vermeire                              |
| 1982 | Rein Groenendaal                             | Johan Ghyllebert                             | Roland Liboton                               |
| 1983 | Yvan Messelis                                | Hennie Stamsnijder                           | Robert Vermeire                              |
| 1984 | Yvan Messelis                                | Paul De Brauwer                              | Rein Groenendaal                             |
| 1985 | Roland Liboton                               | Rein Groenendaal                             | Frank Van Brakel                             |
| 1986 | Roland Liboton                               | Paul De Brauwer                              | Yvan Messelis                                |
| 1987 | Rein Groenendaal                             | Hennie Stamsnijder                           | Paul De Brauwer                              |
| 1988 | Danny De Bie                                 | Hennie Stamsnijder                           | Frank Van Brakel                             |
| 1989 | Danny De Bie                                 | Frank Van Brakel                             | Guy Van Dijck                                |
| 1990 | Radomír Šimůnek sr.                          | Huub Kools                                   | Frank Van Brakel                             |
| 1991 | Danny De Bie                                 | Radomír Šimůnek sr.                          | Paul De Brauwer                              |
| 1992 | Danny De Bie                                 | Paul Herijgers                               | Filip Van Luchem                             |
| 1993 | Erwin Vervecken                              | Paul Herijgers                               | Danny De Bie                                 |
| 1994 | Paul Herijgers                               | Richard Groenendaal                          | Huub Kools                                   |
| 1995 | Erwin Vervecken                              | Marc Janssens                                | Radomír Šimůnek sr.                          |
| 1996 | Adrie van der Poel                           | Erwin Vervecken                              | Richard Groenendaal                          |
| 1997 | Richard Groenendaal                          | Adrie van der Poel                           | Marc Janssens                                |
| 1998 | Mario De Clercq                              | Bart Wellens                                 | Adrie van der Poel                           |
| 1999 | Sven Nys                                     | Bart Wellens                                 | Adrie van der Poel                           |
| 2000 | Erwin Vervecken                              | Bart Wellens                                 | Sven Nys                                     |
| 2001 | Richard Groenendaal                          | Erwin Vervecken                              | Tom Vannoppen                                |
| 2002 | Ben Berden                                   | Sven Nys                                     | Erwin Vervecken                              |
| 2003 | Ben Berden                                   | Richard Groenendaal                          | Erwin Vervecken                              |
| 2004 | Erwin Vervecken                              | Sven Nys                                     | Ben Berden                                   |
| 2005 | Sven Nys                                     | Tom Vannoppen                                | Sven Vanthourenhout                          |
| 2006 | Sven Nys                                     | Bart Wellens                                 | Sven Vanthourenhout                          |
| 2007 | Sven Nys                                     | Erwin Vervecken                              | Lars Boom                                    |
| 2008 | Erwin Vervecken                              | Sven Nys                                     | Zdeněk Štybar                                |
| 2009 | Zdeněk Štybar                                | Sven Nys                                     | Klaas Vantornout                             |
| 2010 | Niels Albert                                 | Zdeněk Štybar                                | Sven Nys                                     |
| 2011 | Sven Nys                                     | Kevin Pauwels                                | Bart Aernouts                                |
| 2012 | Sven Nys                                     | Niels Albert                                 | Francis Mourey                               |
| 2013 | Niels Albert                                 | Francis Mourey                               | Philipp Walsleben                            |
| 2014 | Wout Van Aert                                | Kevin Pauwels                                | Mathieu van der Poel                         |
| 2015 | Sven Nys                                     | Wout Van Aert                                | Mathieu van der Poel                         |
| 2016 | annullato per vento                          | annullato per vento                          | annullato per vento                          |
| 2017 | Mathieu van der Poel                         | Lars van der Haar                            | Wout Van Aert                                |
| 2018 | Mathieu van der Poel                         | Wout Van Aert                                | Toon Aerts                                   |
| 2019 | Mathieu van der Poel                         | Laurens Sweeck                               | Toon Aerts                                   |
| 2020 | annullato a causa della pandemia di COVID-19 | annullato a causa della pandemia di COVID-19 | annullato a causa della pandemia di COVID-19 |
| 2021 | Eli Iserbyt                                  | Laurens Sweeck                               | Toon Aerts                                   |

### Donne Elite
Aggiornato all'edizione 2021.
| Anno    | Vincitrice                                   | Seconda                                      | Terza                                        |
| ------- | -------------------------------------------- | -------------------------------------------- | -------------------------------------------- |
| 2003    | Hanka Kupfernagel                            | Maryline Salvetat                            | Marianne Vos                                 |
| 2004-06 | non disputato                                |                                              |                                              |
| 2007    | Daphny van den Brand                         | Katie Compton                                | Maryline Salvetat                            |
| 2008    | Katie Compton                                | Hanka Kupfernagel                            | Daphny van den Brand                         |
| 2009    | Marianne Vos                                 | Daphny van den Brand                         | Katie Compton                                |
| 2010    | Katie Compton                                | Daphny van den Brand                         | Sanne van Paassen                            |
| 2011    | Daphny van den Brand                         | Marianne Vos                                 | Katie Compton                                |
| 2012    | Katie Compton                                | Nikki Harris                                 | Sanne Cant                                   |
| 2013    | Katie Compton                                | Sanne Cant                                   | Nikki Harris                                 |
| 2014    | Sanne Cant                                   | Sabrina Stultiens                            | Sophie de Boer                               |
| 2015    | Sanne Cant                                   | Nikki Harris                                 | Katie Compton                                |
| 2016    | annullato per vento                          | annullato per vento                          | annullato per vento                          |
| 2017    | Maud Kaptheijns                              | Sophie de Boer                               | Sanne Cant                                   |
| 2018    | Denise Betsema                               | Nikki Brammeier                              | Annemarie Worst                              |
| 2019    | Ceylin del Carmen Alvarado                   | Lucinda Brand                                | Yara Kastelijn                               |
| 2020    | annullato a causa della pandemia di COVID-19 | annullato a causa della pandemia di COVID-19 | annullato a causa della pandemia di COVID-19 |
| 2021    | Annemarie Worst                              | Denise Betsema                               | Lucinda Brand                                |

### Uomini Under-23
Aggiornato all'edizione 2021.
| Anno    | Vincitore                                    | Secondo                                      | Terzo                                        |
| ------- | -------------------------------------------- | -------------------------------------------- | -------------------------------------------- |
| 2004    | Simon Zahner                                 | Rob Peeters                                  | Mike Thielemans                              |
| 2005-06 | non disputato                                |                                              |                                              |
| 2007    | Julien Taramarcaz                            | Tom Meeusen                                  | Maxim Debusschere                            |
| 2008    | Kenneth Van Compernolle                      | Vincent Baestaens                            | Marek Konwa                                  |
| 2009    | Jim Aernouts                                 | Tom Meeusen                                  | Arnaud Jouffroy                              |
| 2010    | Vincent Baestaens                            | Marcel Meisen                                | Lars van der Haar                            |
| 2011    | Gert-Jan Bosman                              | Stan Godrie                                  | Micki van Empel                              |
| 2012    | Wietse Bosmans                               | Michiel van der Heijden                      | Wout Van Aert                                |
| 2013    | Mathieu van der Poel                         | Laurens Sweeck                               | Gianni Vermeersch                            |
| 2014    | Daan Soete                                   | Diether Sweeck                               | Quinten Hermans                              |
| 2015    | Eli Iserbyt                                  | Daan Hoeyberghs                              | Daan Soete                                   |
| 2016    | annullato per vento                          | annullato per vento                          | annullato per vento                          |
| 2017    | Thomas Pidcock                               | Adam Ťoupalík                                | Eli Iserbyt                                  |
| 2018    | Thomas Pidcock                               | Antoine Benoist                              | Jens Dekker                                  |
| 2019    | Niels Vandeputte                             | Jelle Camps                                  | Ryan Kamp                                    |
| 2020    | annullato a causa della pandemia di COVID-19 | annullato a causa della pandemia di COVID-19 | annullato a causa della pandemia di COVID-19 |
| 2021    | Joran Wyseure                                | Jente Michels                                | Emiel Verstrynge                             |

### Uomini Juniores
Aggiornato all'edizione 2021.
| Anno | Vincitore                                    | Secondo                                      | Terzo                                        |
| ---- | -------------------------------------------- | -------------------------------------------- | -------------------------------------------- |
| 2008 | Tomáš Paprstka                               | Sean De Bie                                  | Jan Nesvadba                                 |
| 2009 | Gert-Jan Bosman                              | Michiel van der Heijden                      | David van der Poel                           |
| 2010 | Laurens Sweeck                               | Daniel Peeters                               | Diether Sweeck                               |
| 2011 | Mathieu van der Poel                         | Daan Soete                                   | Wout Van Aert                                |
| 2012 | Mathieu van der Poel                         | Quinten Hermans                              | Martijn Budding                              |
| 2013 | Kobe Goossens                                | Yannick Peeters                              | Thijs Aerts                                  |
| 2014 | Gage Hecht                                   | Alessio Dhoore                               | Stefano Museeuw                              |
| 2015 | Jens Dekker                                  | Jappe Jaspers                                | Mitch Groot                                  |
| 2016 | annullato per vento                          | annullato per vento                          | annullato per vento                          |
| 2017 | Pim Ronhaar                                  | Ryan Kamp                                    | Tomáš Kopecký                                |
| 2018 | Pim Ronhaar                                  | Witse Meeussen                               | Tom Lindner                                  |
| 2019 | Thibau Nys                                   | Ward Huybs                                   | Lennert Belmans                              |
| 2020 | annullato a causa della pandemia di COVID-19 | annullato a causa della pandemia di COVID-19 | annullato a causa della pandemia di COVID-19 |
| 2021 | David Haverdings                             | Yordi Corsus                                 | Viktor Vandenberghe                          |